# São Nicomedes na Via Nomentana (título cardinalício)
O título cardinalício de Nicomedis estava entre os listados no sínodo romano, realizado em 1 de março de 499. Tanto Kirsch como Duchesne concordam que o título corresponde a dos Santos Pedro e Marcelino. Já Cristofori acredita que este título foi suprimida pelo Papa Gregório I, por volta de 600 e transferido para a Basílica de Santa Cruz em Jerusalém, sendo hoje o título de Santa Cruz de Jerusalém.
O título se referia a uma igreja urbana, não devendo ser confundida com a igreja extra-urbana que ficava acima da catacumba homônima na via Nomentana.

## Titular protetor
- Sebastião (494)
- Vítor (século V)